# Кордон між Європою та Азією

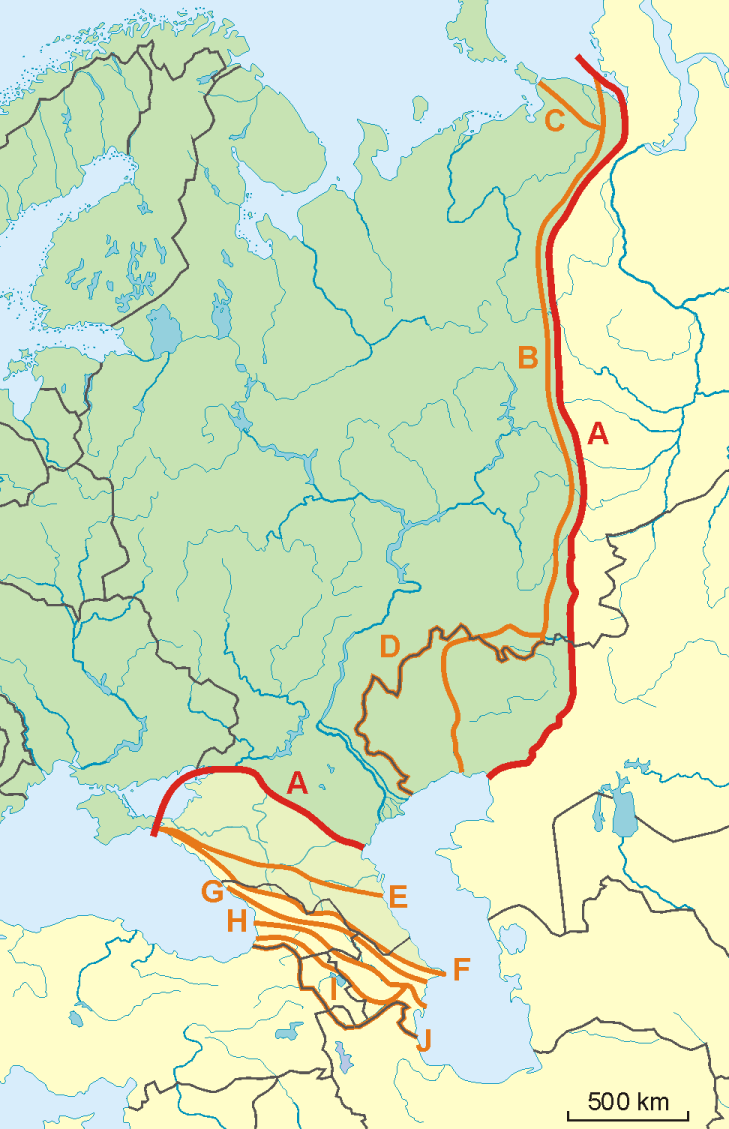
Різні варіанти поділу Євразії. Зеленим кольором помічена Європа, жовтим — Азія. Червоною лінією (А) позначений найпоширеніший варіант поділу у ХХ столітті.

Кордон між Європою та Азією — умовна лінія поділу континенту Євразія на дві частини світу — Європу та Азію. Існує декілька варіантів поділу. За найпоширенішим варіантом поділу, межа проходить Північним Льодовитим океаном, Карським морем, східним схилом Уральських гір, річкою Емба, північним узбережжям Каспійського моря і Кумо-Маницькою западиною. Далі Азію і Європу розділяють Азовське море, Керченська протока, Чорне море, протока Босфор, Мармурове море, протока Дарданелли, Егейське і Середземне моря.

## Історія

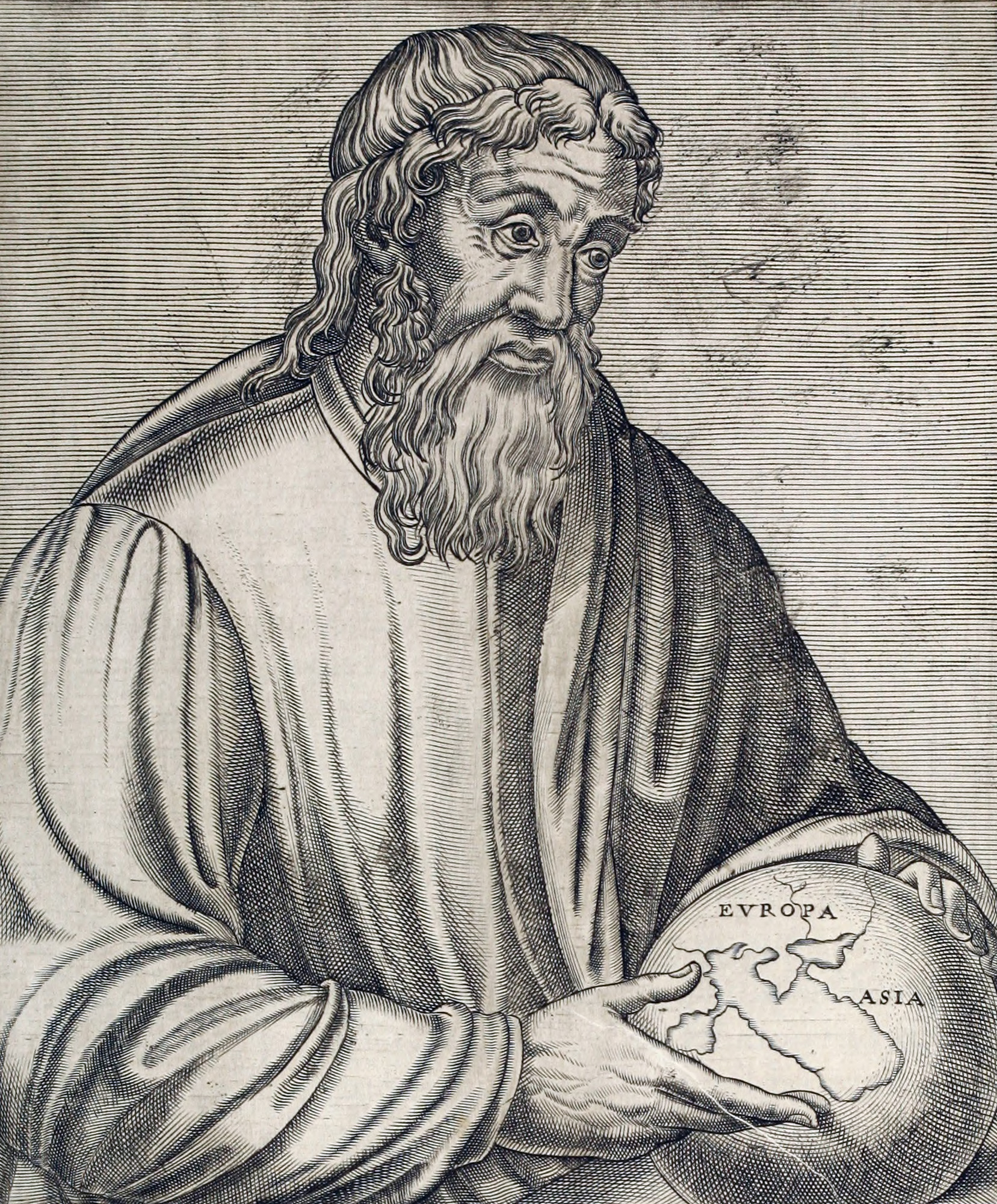
Страбон вказує на те, що Україна — це Європа, а за Доном вже Азія.

В європейській історіографії від античності до XVIII століття кордоном між Європою і Азією вважали пролив Дарданели, Чорне та Азовські моря та  річку Танаїс (Дон). Сучасний кордон прийнятий європейськими вченими завдяки Philip Johan von Strahlenberg (укр.,  Філипп Ю́хан Табберт фон Стра́ленберг).Попав в полон у Шведсько-Московській війні і 13р. провів у Тобольську. Був на службі у місцевої адміністрації, тому багато мандрував "Сибіром". Зібрані матеріали Сталтенберг використав при створенні карти «Nova Descriptio Geographica Tattariae Magnae …»1 та книги «Das Nord- und Ostliche Theil Von Europa und Asia…»2 (укр. Історико-географічний опис північної і східної частин Європи і Азії…), виданої в Стокгольмі в 1730 році. Росіяни стверджують, що ідея належить  В. Татищеву, який ніби то «порадив» це Страленбергу.   
[1] Повна назва «Nova Descriptio Geographica Tattariae Magnae Tam Orientalis Quam Occidentalis In Particularibus Et Generalibus Territoriis Una Cum Delineatione Totius Imperii Russici Imprimis Siberiae Accurate Ostensa», українською «Новий географічний опис Великих Тартарів, як Східних, так і Західних, на окремих і загальних територіях разом з вперше в Сибіру точно показаним обрисом всієї Російської імперії».
[2] Das Nord- und Ostliche Theil Von Europa und Asia : In So Weit Solches das Ganze Rußische Reich Mit Siberien und der Grossen Tatarey in Sich Begreiffet, in Einer Historisch-Geographischen Beschreibung by Philipp Johann Von Strahlenberg
[1] За наукові дослідження отримав дворянський титул Tabbert  (укр. Табберт). 

## Уточнення східного кордону між Європою та Азією
У 2010 році за результатами ландшафтно-історико-географічної експедиції 2010 р. Російського географічного товариства східну межу між Європою та Азією було уточнено через недоведеність висновків Татищева на місцевості у сучасних реаліях:
В межах Заполярного Уралу кордон між Європою і Азією пропонується провести від перевалу на Собь-Єлецькому проході (залізниця на Лабитнангі) по осьовій частині хребта до г. Констянтинов Камінь, далі по каньйонах річок Нярмаяха і Кара до Карської губи. Далі кордон Європи та Азії має проходити за орієнтирами: ст. Полярний, гора Констянтинів Камінь, кручі ущелин Великий і Малий Буредан, кручі річки Кари поблизу гирла річок Нярмаяха, Сіловаяха, село Усть-Кара на східному узбережжі Карської губи.
В цілому пропонується провести межу між Європою і Азією, орієнтуючись на меридіональні орографічні структури, що мають вихід на південний край усієї гірської системи — Мугоджари і кряж Шошкаколь. Основними орієнтирами для цієї частини кордону є перетин долини річки Уфи у її злиття з кизил, далі по вододілу (хребет Кальян) з виходом на гору Сава (748 м), хребет Юрма (1002 м), хребет Таганай (гора Кругліца, 1177 м), північні краю хребта Малий Таганай з виходом на осьову частину хребта Уралтау до хребта Нажімтау, службовця вододілом Уралу і Волги.
Кінцевою точкою кордону Східно-Європейської рівнини й усієї Європи на півдні є низовинна морська рівнина, розташована біля Північного підніжжя хребта Північний Актау між затокою Кочак і західним уступом плато Устюрт.
Отже, за результатами нових досліджень річки Емба та Урал за межу між Європою та Азією більше вважатися не можуть.

## Південний кордон між Європою та Азією
Загально визнаним (та обґрунтованим з геологічної точки зору в контексті панівної теорії тектоніки плит) південним кордоном Європи з Азією вважається Кумо-Маницька западина, проте у низці країн кордоном між Європою та Азією приймаються південні передгір'я Великого Кавказького хребта.